# Fröken Provryttare
Fröken Provryttare är en amerikansk film från 1935 i regi av Ray Enright.

## Handling
Angela Twitchell vill börja arbeta på sin fars tandkrämsfirma, men har är konservativt lagd och vill inte ha kvinnor på sitt bolag. Hon tar då anställning hos en konkurrent som imponeras av hennes idéer vilket snart ställer till med trassel för faderns bolag.

## Rollista
- Joan Blondell - Angela
- Glenda Farrell - Claudette
- William Gargan - Pat O'Connor
- Hugh Herbert - Elmer
- Grant Mitchell - Rufus Twitchell
- Al Shean - Schmidt
- Ruth Donnelly - Mrs. Twitchell
- Johnny Arthur - Melton
- Bert Roach - Harry
- Mary Treen - Miss Wells